# 69971 Tanzi
69971 Tanzi este un asteroid din centura principală de asteroizi.

## Descriere
69971 Tanzi este un asteroid din centura principală de asteroizi. A fost descoperit pe 18 noiembrie 1998 la Sormano de Marco Cavagna. Asteroidul prezintă o orbită caracterizată de o semiaxă mare de 2,91 ua, o excentricitate de 0,28 și o înclinație de 11,2° în raport cu ecliptica.